# Kulachi
Kulachi é uma cidade do Paquistão localizada na província de Khyber Pakhtunkhwa.